# 象棋
象棋，又称中國象棋，是一种策略棋類遊戲。類似象棋的棋类游戏還有韓國將棋、日本將棋等。韓國將棋起源於象棋，是象棋的变体。
象棋与国际象棋及围棋并列世界三大棋类之一。象棋主要流行于全球華人、越南人及琉球人社區，是首屆世界智力運動會的正式比賽項目之一。

## 歷史

### 詞義演變
象棋、象戲，在中文有多種含意：從古到今可指六博、彈棋、圍棋、雙陸、象徵的遊戲、中國象棋簡稱、各種象棋類遊戲。
- 象棋一詞最早出現在戰國，指象牙作的棋子，亦可指象徵猛禽獵魚之戲的六博[4][5]。因六博棋子有其他材質，也有人認為象棋就是表示六博是象徵的遊戲[6]。《楚辭·招魂》：「菎蔽象棋，有六博些。」王逸注：「以菎蔽作箸，象牙為棋。」、《說苑·善說》：「燕則鬥象棋而舞鄭女。」、長沙馬王堆3號西漢墓遣策：「博一具；博局一；象棋十二；象直食其廿；象笄？三十；象割刀一；象削一；象口 口 口 口。」此詞也可用於彈棋、圍棋、雙陸等用有用象牙作棋子的棋類。
- 象戲一詞最早出現在北周，類似樗蒲、打馬的北周象戲，最早的意思是象徵的遊戲[7]。後周武帝創作的北周象戲、編制《象經》，有日月星辰之象，象戲名稱由此而來[8]。
- 唐宋以降，象戲可指象徵戰爭的象棋類遊戲[7]，如寶應象戲、大象戲。北宋晁補之《广象戏格·序》：「象戏，兵戏也，黄帝之战驱猛兽以为阵；象，兽之雄也，故戏兵以象戏名之。」
- 宋後，象棋一詞才開始用在中國象棋，成為專稱[7]。北宋也有人將雙陸當作象棋[9][10]。象戲成為中國象棋的雅稱、古稱。
- 近代，象棋可廣指各種象棋類遊戲。
- 象棋中的一种棋子象（相）源於古代印度象棋的同一棋子象，兩者走法完全一致，是走斜向兩格，即“田”字，也因此兩方的象互相不能夠攻擊對方。國際象棋中的象同樣源於印度象棋中的象，後來于約16世紀因為棋子上的兩個象徵象牙的突出部形似主教教帽，在英語被命名為主教，走法就從走斜向固定兩格變為斜向任意距離。

### 源頭
中国象棋的起源说法颇多
- 神农氏。元代僧人念常在《佛祖历代通载》中说：“神农以日月星辰为象，唐相国牛僧孺用车、马、士、卒加炮代之为机矣”。
- 黄帝。北宋晃补之《广象戏格·序》说：“象戏兵戏也，黄帝之战，驱猛兽以为阵，象，兽之雄也。故戏兵以象戏名之。”
- 舜。传说舜的同父异母的弟弟叫象，象为人懒惰，好玩耍，由他发明了象棋。
- 周武王。明代谢肇淛《五杂组》云：“象戏，相传为周武伐纣时作，即不然，亦战国兵家者之流，盖彼时重车战也。”
- 战国时。《潜确居类书》载：“雍门周谓孟尝君：‘足下燕居，则斗象棋，亦战国之事也。’盖战国用兵，故时人用战争之象为棋势也。”
- 北周武帝时。《太平御览》说：“周武帝造象戏”，明罗颀《物源》说：“周武帝作象棋。”

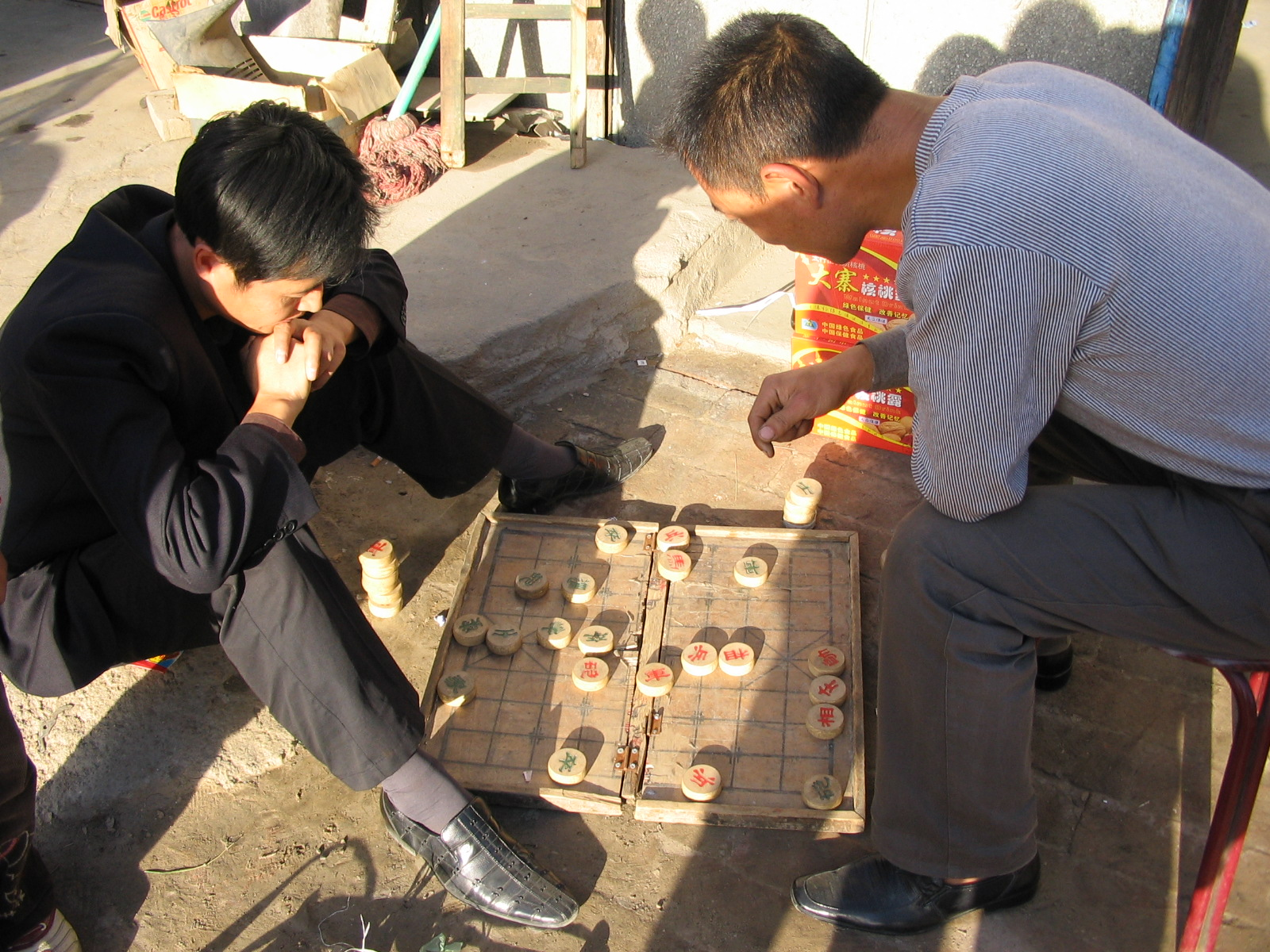
大同市小区居民正在下象棋

### 早期傳說與發展
民間相傳象棋是始創於韓信。韓信被呂后監禁，本欲著作兵法，但被禁止，於是取紙筆發明一種「紙上談兵」的遊戲與獄卒玩，棋盤中以鴻溝為界（楚河漢界），韓信被殺死之後，獄卒退隱，並把此種遊戲定名為「象棋」。
在中國能確認屬於象棋類遊戲的棋類是唐代寶應象棋。唐代至宋朝時逐漸演變現在的中國象棋。明朝方以智《通雅》: 「象棋始於唐，周武之《象經》，非今之象戲也。」
有說法稱有一幅唐宋之間、主題為棋琴書畫的蘇州織錦，棋盤圖是八乘八的黑白棋盤，認為是唐朝的象棋棋盤，是將宋錦誤會是宋代生產的織錦。該圖案乃中華人民共和國建國後，由生產宋錦的苏州织锦廠新設計的七彩重锦「琴棋书画锦」，棋盤圖是取自國際象棋，並非唐宋古物圖案。
宣稱唐代武則天夢見与大罗天女下寶應象棋的說法，則為以訛傳訛，根據《唐國史補》、宋元话本小说《梁公九谏》中〈第六諫〉、《狄仁傑傳》、《天中記》、《淵鑑類函》，武則天是夢見下雙陸棋。

### 宋朝与現代象棋成形

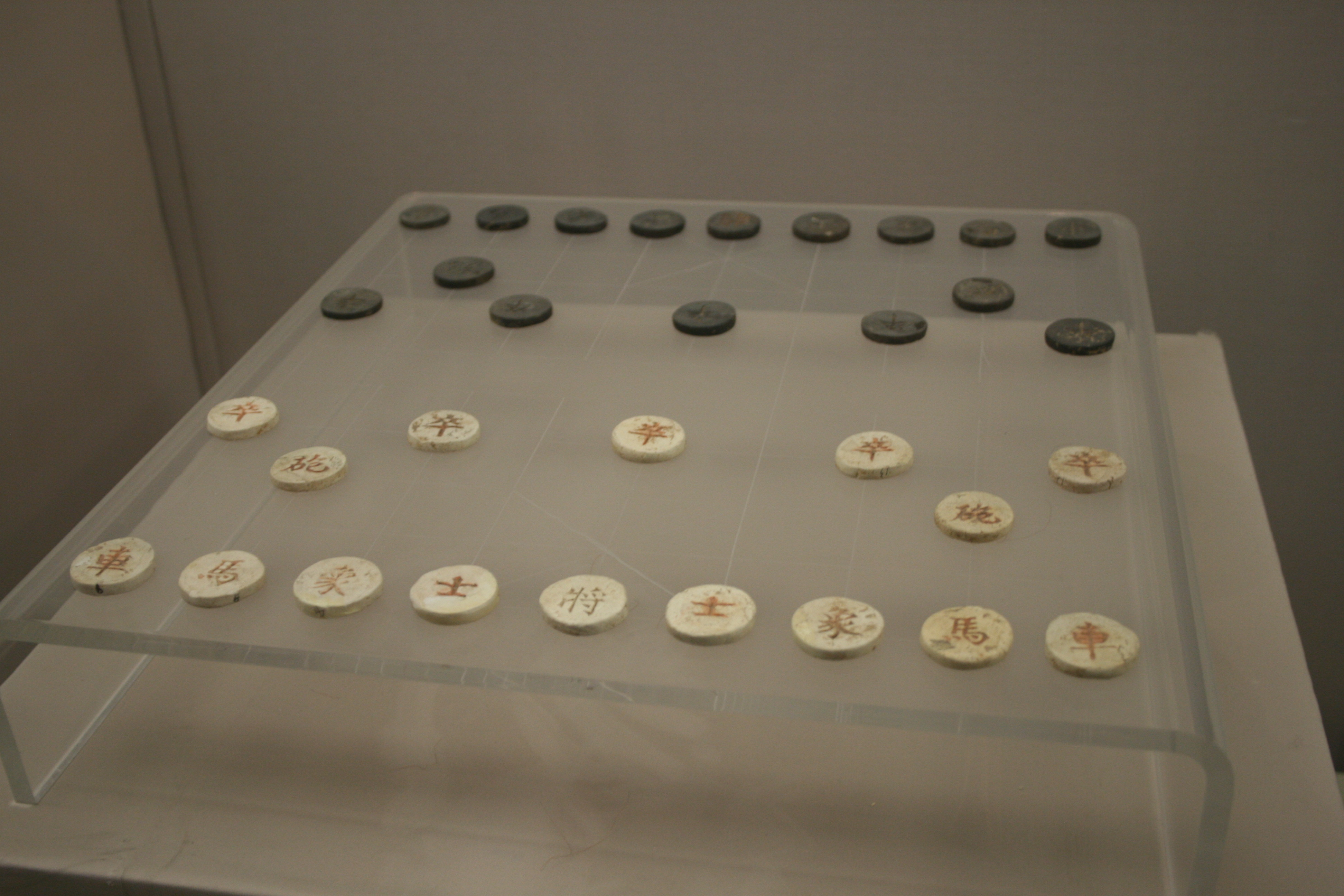
洛阳博物馆藏宋代瓷胎象棋，出土于洛阳河南省建设三公司家属院

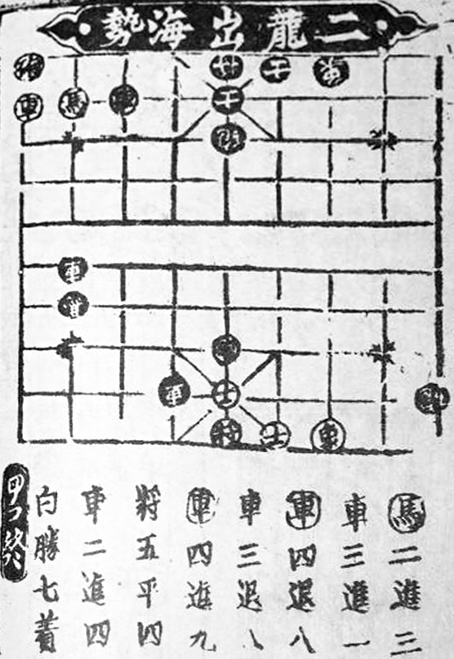
最古老的象棋排局，载于《事林广记》

北宋的象棋有大象戲與小象戲。據朝鮮李圭景說法《象戱圖法》記載小象戲没有象，而有弩这兵种，其他则是将、士、马、车、砲、卒（另一方寫成步）。
之後象棋更平民化，不少文人雅士都喜愛下象棋，下象棋者更成為一種職業。北宋末至南宋時，已成為現代象棋的形式，將帥待在九宮底，棋子有用陶瓷或銅質，後者稱為象棋钱，為花錢的一種，有圖有文，錢文寫將、士、象、馬、砲、車、卒，并无帥、仕、相、傌、炮、俥等異體字區分，下棋时可能是一方执字面，一方执图面；若两面全字的棋钱可能以涂朱砂等方式从颜色上区分。南宋晚期陳元靚所著的《事林廣記》中，記載了最早的兩局完整的象棋棋譜和最古老的排局「二龍出海勢」。

### 明朝
元朝至明朝初期，象棋的發展處於低潮。明朝中葉起，象棋再度發展起來，並跨越明、清兩代，盛況持續約三百年。明朝最著名的棋手是李開先（1502-1568年），棋力遠勝當時的國手。李開先留下《象棋歌》兩首，描述他的對局場面及心得，可惜並未留下棋譜。:21
明朝編著或出版的象棋譜有《夢入神機》、《適情雅趣》、《橘中秘》、《百變象棋譜》、《自出洞來無敵手》等。:21—23

### 清朝
康熙年間著名的圍棋國手徐星友（1650-？）也是一位象棋國手，他遨遊燕趙齊魯等地，盡數擊敗當地名手，有「錢塘雙絕」之譽。康熙末年，徐星友被另一位圍棋、象棋雙棲的青年棋手程蘭如（約1692-？）擊敗，讓出象棋的「棋王」頭銜。到了乾隆中葉，象棋大為盛行，人才輩出，著名的棋手有九派十一人，其中武進周廷梅尤為傑出。他走遍南北各省，擊敗各派名手，門生多達二百餘人。:25
清朝編著的象棋譜有《梅花譜》、《韜略元機》、《五大臣象棋譜》、《心武殘編》、《百局象棋譜》、《竹香齋象戲譜》、《淵深海闊》、《爛柯神機》、《反梅花譜》等；其中《心武殘編》、《百局象棋譜》、《竹香齋象戲譜》、《淵深海闊》號稱「四大排局譜」:25。
四大排局譜幾乎在同一時代產生，由於內容多挑選自當時流行的民間棋局，故有一些重覆者。代表清朝排局藝術高度水準的棋局為「七星聚會」、「蚯蚓降龍」、「野馬操田」、「千里獨行」，因其編排精巧、變化多端而引人入勝，號稱「四大名局」。:26

### 近代
清末至中華民國大陸時期，時局紛擾，象棋發展一時受挫。1930年代前期，曾出現過短暫的盛況。1930年9月，「華東、華南分區大棋戰」在香港舉行。華東代表為上海的周德裕、林弈仙，華南代表為廣州的李慶全、馮敬如。雙方大戰十六局，最終平手。其中華南主將李慶全係唯一不敗者，獲授「無敵」稱號。:28
次年初，「華東、華北分區棋賽」在上海舉行。華東代表為周德裕、萬啟有，華北代表為趙文宣、張德魁。比賽結果華東周德裕積分最高，由於當時華北有五省，華東指江、浙兩省，因此棋友尊稱周德裕為「七省棋王」。:28—29
籌辦上述兩次分區棋賽的象棋活動家謝俠遜本身既是象棋名手，同時也是西洋棋國手。他曾於1935年、1937年兩次遠赴南洋，名聲因而擴及海外。他還編輯了《象棋譜大全》、《新編象棋譜》、《南洋象棋專輯》等棋書。:29
中華人民共和國成立後，楊官璘、陳松順、何順安、李義庭、王嘉良等棋手先後站到棋壇的第一線。1956年1月，國家體委宣佈將棋類列入體育運動項目。同年12月，在北京舉行首屆「全國象棋錦標賽」，由當時的棋壇「第一人」楊官璘獲得冠軍。隨後，他又於1957、1959、1962年三次獲得全國冠軍，此時期號稱為象棋史上的「楊官璘時代」。:31
到了1960年代，楊官璘的霸主地位逐漸被來自上海的小將胡榮華取代。1960年，年僅15歲的胡榮華初次參加全國比賽即奪得個人冠軍。至1979年，他連奪十次全國冠軍（其中僅1962年與楊官璘並列），有「棋壇十連霸」之稱。1980年，來自湖北的柳大華打破胡榮華的連霸而奪冠，並於隔年再獲冠軍。此後，棋壇呈現群雄並立的局面，李來群、胡榮華、呂欽、徐天紅、趙國榮、許銀川、陶漢明等人先後在該項比賽稱雄。:31

## 棋具

### 棋盤
象棋的棋盤由9條纵線和10條橫線相交而成。棋子放在各條線的相交點上，並在線上移動。棋盤中間的一行沒有畫上纵線，稱為「河界」，通常標上「楚河漢界」字樣，象徵楚漢相爭時的鴻溝。據刘国斌考證古書與古棋具，棋盤寫有楚河漢界是在1920年代到1930年代之間才開始有。河界亦有標上「觀棋不語真君子，起手無回大丈夫」字樣。
現行的中式記錄方法是：9條纵線，紅方從右到左用漢字「一」至「九」表示，黑方在自己的那一面從右到左用數字「1」至「9」表示。也就是說，紅方的纵線「一」就是黑方的纵線「9」，以此類推。第四條纵線（或第6條纵線）和第六條纵線（或第4條纵線）稱為「兩肋」、「兩肋線」，簡稱「肋」。棋盤上，劃有斜交叉線而構成「米」字形方格的地方，雙方各有一塊，稱為「九宮」，是將（帥）和士（仕）活動的區域。

### 棋子
棋子的顏色分为紅色和黑色（也有綠色和藍色代替黑色）。
總共有32枚棋子
分別是一枚/、2枚士/仕、2枚象/相、2枚/、2枚/、2枚/炮、5枚卒/兵。
| 图样 | 黑方    | 红方    | 棋子數 | 活動範圍                         | 走法 | 備註 |
| ---- | ------- | ------- | ------ | -------------------------------- | --- | --- |
|      |         |         | 1      | 己方九宮内                       | - 只可在己方的九宮內直行或橫行，每次一步 - 行棋時不得使己方將帥進入對方棋子的攻擊範圍內 - 任何使將、帥在同一路且兩個棋子之間無任何棋子的走法屬於禁手，此稱為「王不見王」或者「將帥對臉」。 | 全局關鍵核心棋子，若被照將且无解则負 |
|      | 士      | 仕      | 2      | 己方九宮内                       | - 只可在己方的九宮內斜行，每次一步 | 行動力較低的棋子，用作將（帥）的内防禦之用 |
|      | 象      | 相      | 2      | 己方範圍，不能過河。             | - 象行田：每一着斜走兩步（路線如“田”字的對角線）。 - 塞象眼（擠象眼）：當“田”字的中心有棋子，就不能走 - 不可以过楚河汉界                                                                   | 與士大致相同，用作將（帥）的外防御之用。 |
|      |         | [ c 2 ] | 2      | 棋盤上的任何位置                 | - 馬行日：任何方向前進一步然後斜走一步（即「一步一尖」），或者说是先向前走两步，再相应的垂直横向走一步。 - 蹩馬腿（撬馬腳）：若前進方向与其紧挨的位置有任何棋子，就不能往那個方向走。      | 最多能走八個方位（跟西洋棋的騎士一樣，但是西洋棋的騎士並無拐馬腳），有八面虎之稱，近距离杀伤力最强，同時又能憑著九彎十八拐的行進路線掩藏殺機，厲害無比。 隨著戰局的進行，或是棋手實力越高，更易发挥其威力。 |
|      | [ c 3 ] | [ c 4 ] | 2      | 棋盤上的任何位置                 | - 只要無子阻隔，直行或橫行不限距離移動 | 車為远距离杀伤力的主力，無論何時都是第2关键的子。 有「三步不出车，棋已输半盘」之称。殘局有車在手，基本上不成問題；如果只有自己有車，常可穩操勝券。                                                          |
|      | [ c 5 ] |         | 2      | 棋盤上的任何位置                 | - 若不吃子，走法與車相同 - 吃子時需与目标间有一个任何一方的棋子相隔（該子稱為炮架或砲台）                                                                                                  | 远距离杀伤力第二強，进攻时常与车和马配合使用。 開局因為棋子（砲台）眾多，極為凶猛；殘局時因砲架難以取得，力量大幅下降，若能換到一炮（甚至一馬）會相當划算（国际象棋沒有炮）                                 |
|      | 卒      | 兵      | 5      | 原位向前一步的位置和敵方範圍全部 | - 過河前每次只可向前直行一步；過河後可左右或往前走一步 - 永遠不能后退 | 與国际象棋不同，即使打到底线也不能升變成其他棋子，但過河就能橫移，加強能力。 越到殘局威力越強，有時一兵（卒）可抵一馬或一炮，甚至一車。                                                                     |

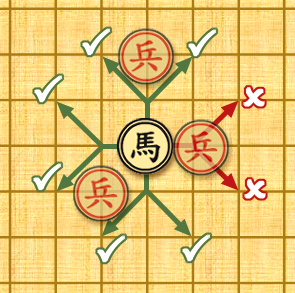
马的走法和蹩马腿

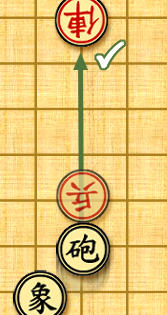
炮的吃子法

棋子通常用木材、金屬或塑膠製造。圓形的棋子上刻有文字，另一面空白。這個特色產生了中國象棋變體，特別是暗棋。
後來亦有出現立體的棋子，以人物雕刻（尤其是電影和漫畫人物）、物件等形象出現，但不普及，較多時會作為擺設裝飾，很少有人會拿來用。

## 勝負与和棋

### 胜负
若一方棋子直接攻击对方的将（帅），并且将在下一步被吃掉，该动作称为“将军”。被将军方必须立即用合法走法解除威胁（称为“应将”），否则判负。
若在将军状态下，任何走法都无法脱离被攻击位置，则称“将死”，该方负棋。若不在将军状态，但轮到行棋时无任何合法走法，则称“困毙”（俗称“欠行”），同样判负。
比賽時除了以上的一般情況，還有其他方法判定勝負，略述如下。
- 首先超時的一方判負
- 送将。送将：聽任對方吃自己的將帥的行爲。比如:被將軍的一方，可以應將卻不應將。或者主動導致將帥對臉。或主動導致將帥進入對方棋子的攻擊範圍。
- 作弊的一方判負（如事先協議故意輸掉棋局，則雙方皆判負）
- 連走兩步或以上的一方判負
- 移動對方棋子的一方判負
- 下出並非棋子的允許着法（如「馬行田」、「象行日」、「炮用車的吃法」、「車用炮的吃法」、「炮在不吃子時越過其他棋子」、「兵卒在未過河前橫走」、「將帥照面」、「拐馬腳」、「塞象眼」等）的一方判負
- 雙方在若干步數之內都沒有吃過對方的棋子，由裁判決定結果（通常例勝之局判勝負，例和之局判和），或者使用西洋棋的50步規則，雙方在連續50步都沒有吃子時，直接判和。
- 長打（即長捉、長將、長殺、或一將一要殺）的一方通常判負，以下為例外情况：
  - 將帥可以長捉（是指「可以用將/帥來長捉對方的棋子」，不是「可以用自己的棋子來長捉對方的將/帥」），雙方不變判和
  - 兵卒可以長捉（但不包括長將或長殺），雙方不變判和
  - 雙方互相長打（即攻守雙方輪流犯規），而且每一方犯規的棋子數目相等，如「一打還一打」或「二打還二打」，雙方不變判和；反之若不相等，如「一打還二打」，則犯規較多的一方必須變着，不變判負

### 和棋
符合以下情况该局将做和：
- 形成公认的双方均无法取胜的简单局面，称为「死局」（類似西洋棋的國王對國王單騎士等局面），例如双方均已沒有進攻棋子，又或者单车对士象全，五底兵单炮双象对单王等。
- 一方提和，另一方接受提和，称“协议和局”。
- 从任意一步开始，60回合内双方均没有吃掉任何一个棋子[28]
- 長跟、長兌、長攔、長獻、一捉一閑、或一將一閑，循环三回合后可判

## 記譜方法

### 中式記譜法
棋盤上的坐标是對每個棋手由右至左的9條直線分別為1至9路。红方用汉字（一、二、三……）书写，黑方用阿拉伯数字（1、2、3）书写。
中式記譜法一般使用四個字來記錄棋子的移動：
- 第1字是棋子的名稱。如“馬”或“車”。
- 第2字是表示棋子所在直線（路）位置的數字。紅方用中國數字，黑方用阿拉伯數字。
  - 当一方有2个以上名称相同的棋子位于同一纵线时，需要用“前”或“后”来加以区别。例如，“前傌退六”（表示前面的红傌退到直线六）、“后砲平4”（表示后面的黑砲平移到直线4）。士象不需要以前后来判断，因为纵使是在同一直线上，也可以凭第三个字（进退）知道是移动哪一只。
  - 当兵卒在同一纵线达到3个，用前、中、后来区分，达到4个，用前、二、三、四（或后）区分，达到5个，用前、二、三、四、五（或后）区分。
  - 当兵卒在两个纵线都达到两个以上时，按照旧的记谱方式举例：前兵九平八，此时可省略兵（卒），记做前九平八，以达到都用4个汉字记谱的要求，此表示方式已在中国象棋DhtmlXQ动态棋盘上实现，是对中文记谱方法的一个重要完善。
- 第3字表示棋子移動的方向：橫走用“平”、向前（斜前）走用“進”、向後（斜後）走用“退”。有時也可以用“上”、“下”代替“進”、“退”。
- 第4字是表示棋子前往的目的地。
  - 如果是只能直行或橫行的棋子（俥/车、炮/砲、兵/卒、将/帅），在直行時表示步數，橫行時表示目的地直線（路）位置的數字。[c 6]
  - 如果是只能斜行的棋子（傌/马、相/象、仕/士），表示目的地直線（路）位置的數字。[c 7]
  - 當棋子只能直行進退一步時可省略。[c 8]

如果記譜只包括中局或殘局部分，一開始就輪到黑方走子，那麼紅方的步数會標上省略號。以下是一個比較完整的例子，記載中炮屏風馬對三步虎的頭3步：
| 步數 | 紅方     | 黑方   |
| ---- | -------- | ------ |
| 1.   | 炮二平五 | 馬8進7 |
| 2.   | 傌二進三 | 砲8平9 |
| 3.   | 傌八進七 | 車9平8 |

（「炮二平五」表示紅炮從二路平移到五路；「馬8進7」表示黑馬從8路向前走到7路。）

#### 速记法
为了适应形势需要，提高记录速度，有人对原来的中式记谱法记录进行了改革：
1. 把数字改为阿拉伯数字；
2. 将四个字改为三个字——去掉第三个字（运动方向），改用短横线。在第三个字下面画一条横线表示“进”，在上面画一条横线表示“退”，不加横线表示“平”。

如：炮{\displaystyle 6{\overline {2}}}（炮6退2）、车{\displaystyle 72}（车七平二）、后车{\displaystyle {\underline {2}}}（后车进二）。

### 西式記譜法
西式記法將中式記法轉成英文字母和數字。各種棋子H（Horse - 馬）、R（Rook - 車）、C（Cannon - 炮）和P（Pawn - 兵）代替。「平」用「=」或「.」代替；「進」、「退」和「前」、「後」分別用「+」、「-」取代。
- 馬2進3（H2+3）：黑方在第2條直線上的馬向前再轉左，走到第3條直線上
- 俥一進一（R1+1）：紅方在第一條直線上（即最右方）的俥向前一步
- 後砲平4（C-=4 / C-.4）：黑方在某條直線上有兩隻黑砲，將較近黑方自己的一隻移動到第4條直線[30]

## 棋局階段
象棋的全局通常會被分為開局、中局、殘局，這三個階段。各阶段之间无明显分界。大抵雙方各走八至十二步為開局，至雙方只餘一、兩隻大子（車、馬、炮）為殘局，其間為中局。

### 开局
開局主要是布置棋子的去向，為之後的作戰打好基礎，作好準備。因為在棋局開始時，棋子的位置是規定的，所以出現了林林總總，五花八門的常見開局。
- 流行的先手（紅方先走）開局計有：
  - 炮類：當頭炮（炮二平五或炮八平五，簡稱「中炮」）、過宮炮（炮二平六或炮八平四，又稱轉角炮）、士角炮（炮二平四或炮八平六）及冷門的巡河炮（炮二進二或炮八進二）等。
  - 馬類：起馬局（馬二進三或馬八進七）及冷門的邊馬局（馬二進一或馬八進九）。
  - 象類：飛象局（相三進五或相七進五）。
  - 兵類：進兵局（兵三進一或兵七進一，也叫「仙人指路」）及冷門的邊兵局（兵一進一或兵九進一）。

- 流行的後手（黑方後走）應局計有：
  - 應中炮類：
    - 馬局：屏風馬（馬8進7 +馬2進3）、反宮馬（馬2進3 +炮8平6 +馬8進7）、單提馬（馬2進3 +馬8進9）等。
    - 炮局：順手炮 (炮8平5，與先手同方向)、列手炮（炮2平5，與先方反方向）。

  - 應起馬類：進馬（馬2進3）、進卒（卒7進1）、升象（象3進5）、還炮（炮8平5）等。
  - 應飛象類：進卒（卒3進1）、還中炮（炮8平5）、過宮炮（炮8平4）、士角炮（炮8平6）、順象（象7進5）等。
  - 應進兵類：對兵（卒3進1）、卒底炮（炮8平7）、還中炮（炮8平5）、飛象（相7進5）等。

### 中局
中局與開局不同，無以跟從棋譜走法。並且中局的棋子很多，變化很大。故此中局往往需要花費最多的時間來思考。
- 進攻戰術計有：
  - 棄子入局（讓對方吃掉己方車、馬、炮大子而獲得殺入對方大營的勝勢，或犠牲己方大子去破丟對方士象而致勝）
  - 運子取勢（調動子力成有效進攻力量）
  - 兌子搶先（透過等量子力交換而獲得主動權）

- 防守戰術計有：
  - 反棄子（回獻己方大子拖延對方進攻，以致反擊）
  - 運子反攻（調動子力防守，以致反擊）
  - 兌子求和（透過等量或不等量子力交換，消耗對方進攻力量，達致和棋形勢）

### 殘局
殘局承繼開局和中局，走到棋局的尾聲。通常雙方各剩下兩隻強子（車、馬、炮）時，就可說是進入殘局階段。
經過在中局雙方的吃子，使棋盤上的棋子減少，比起中局變化較少，大多可以根據盤面預測勝負。
殘局一般可分為兩種：第一種是定式殘局（就是有譜可依的，例如「單馬勝單士」、「單車不勝馬雙仕單缺相」等），第二種為實戰殘局（就是無譜可從的），例如「馬炮雙兵仕相全對雙炮雙卒士象全」。
定式殘局可分為兵類 (單兵、雙兵、三兵)、單馬類、馬兵類 (馬單兵、馬雙兵)、雙馬類、單炮類、炮兵類 (炮單兵、炮雙兵)、雙炮類、馬炮類、馬炮兵類 (馬炮單兵、馬炮雙兵)、單車類、車兵類 (車單兵、車雙兵)、車馬類、車馬兵類、車炮類、車炮兵類、雙車類。

## 象棋文化

### 棋譜
棋譜是一盤棋局發展的流程紀錄，多是古今中外的對局，或者是某人排擬的棋局。目前這些棋譜都會刊輯成書供人閱讀。由古至今，出現過不少的象棋棋譜。不過比較出名的，多數是古代流傳下來的棋譜，例如《橘中秘》和《梅花譜》等等，而且大多是手抄，很少有刻印的版本，到了近數十年才大量出版成書。網路興起後，也有以電子棋譜形態存放在網際網路供人閱讀。
另外很多象棋大師、著者都撰寫過很多棋譜研究不同的開局、中局、殘局。胡榮華著的《反宮馬專集》和楊官璘著的《弈林精華》、《弈林新編》便是好例子。
主要象棋古譜：
- 最早全局譜：《金鵬十八變》（宋。已失）
- 最早殘局譜：《夢入神機》（明。已失）
- 最早普及譜：《適情雅趣》（明。全局收《金鵬十八變》，殘局收《夢入神機》，最有名為順炮「棄馬十三着」）
- 別出棋譜一：《自出洞來無敵手》（明。全局）
- 別出棋譜二：《梅花泉》（明。全局，有疊炮、讓炮、讓車）
- 當頭炮名譜：《橘中秘》（晚明。有全局及殘局，依《金鵬十八變》改良）
- 屏風馬名譜：王著《梅花譜》（清。屏風馬對中炮巡河車，卒7進1不及《梅花泉》炮2退1）
- 過渡殘局譜：《轁略元機》（清。從殘局過渡到排局）
- 四大排局譜：
  - 《百局象棋譜》（清。最普及，有齊「七星聚會」、「野馬操田」、「蚯蚓降龍」、「千里獨行」四大排局）
  - 《心武殘篇》（清乾嘉。以和為主，最早涉棋規）
  - 《竹香斋》象戲譜（清乾嘉。篇幅最龐大）
  - 《淵深海闊》（清。1933才被發現）
- 晚近全局譜：《反梅花譜》（晚清。滿族巴吉人著）

琉球象棋
实与象棋无异，而与日本将棋相差甚远。

### 成語、俚語和歇後語
- 觀棋不語真君子，举棋不悔(起手無回)大丈夫：希望觀眾不要出言指導，棋手不要悔棋。
- 會下的當車，不會下的當兵：形容有識人之明者，方能找到人才。
- 鬥棋勿鬨，後果自負：說明觀眾出言指導，如果一方因此輸棋，則該觀眾必會遭到報復。
- 馬入中宮，非死即傷：形容處境危險。閩南話中亦有類似歇後語，若馬踩入宮，沒死嘛帶傷。
- 過河卒子，有進無退：形容已無退路，騎虎難下。
- 只會喫卒，不會喊將：比喻捨本逐末。
- 卒子過河可橫行：比喻事物雖小，卻有大作用。中國大陆则有“小卒过河顶大车”、“卒子過河當車使”的说法。
- 黑卒講作紅帥：比喻顛倒是非。
- 事急馬行田：比喻事態緊急，便宜行事，不照正常規矩。
- 馬前塞卒子，蹩腳：指物品的品质不良，或人的才能低劣。
- 楚河汉界：比喻壁壘分明。
- 王不見王：原本指飛將規則，後指不分高下的兩人，互不相容，不願相見。
- 放馬後炮：比喻事後諸葛。
- 飛象過河：比喻急功近利，不按常規。
- 將軍抽車：比喻藉由攻擊對方要害以謀取重要利益。
- 棄車保帥：比喻放棄重要利益以保全大局。
- 当局者迷，旁观者清
- 一招不慎，满盘皆输
- 棋品如人品：個人的性格優點及缺點常常在下棋的過程也會反映出來
- 象棋上的老将：比喻死也不敢出那个框框/出不了格
- 军棋比赛：比喻纸上谈兵
- 小卒过河：形容一步一步往前拱
- 看棋只看车马炮：形容不识相
- 炮打老帅：将军
- 下棋丢了帅：比喻输定了
- 重炮将——无子垫
- 马回头——不如驴
- 一盘象棋下三天——棋逢对手
- 豆腐板上下象棋——无路可走
- 围棋盘里摆象棋——不对路数（不识谱）[31]
- 棋盘上的士象——不离将
- 枯木刻象棋子儿（又作唐槐木做象棋）——老兵老将
- 象棋的士子——专走斜路：諧音，专走邪路
- 赵匡胤下象棋——输打赢要
- 象棋之车——横冲直闯
- 军棋盘里下暗棋——对不上格
- 象棋盘上打仗——没船也要过河
- 象棋子走在线路上——格格不入
- 马后炮——事后诸葛亮

## 賽事
- 世界象棋錦標賽
- 亞洲象棋錦標賽
- 亞洲象棋個人錦標賽（舊稱亞洲城市象棋名手邀請賽）

## 著名棋手
- 近代男子：
彭述聖、林奕仙、邵次明、曾展鴻、黃松軒、盧輝、馮敬如、李慶全、謝俠遜、鍾珍、周德裕、屠景明、朱劍秋、董文淵、陳松順、何順安、劉憶慈等。
- 現代男子（以擁有象棋特級大師稱號為準）：
楊官璘（已故）、李義庭（已故）、胡榮華、柳大華、李來群、呂欽、徐天紅、趙國榮、許銀川、陶漢明、于幼華、洪智、趙鑫鑫、蔣川、孫勇征、王天一、謝靖、鄭惟桐、徐超、汪洋、王廓（以上21位為全國冠軍）、王嘉良、孟立國（已故）、林宏敏、徐天利、劉殿中、蔡福如、萬春林、苗永鵬、莊玉庭、卜鳳波、鄭一泓、陳寒峰、王斌、許國義、孟辰、郝繼超、申鵬、孫逸陽、程鳴、陸偉韜、王跃飛、張學潮、張強
- 現代男子（中國大陸以外，以擁有世界象棋聯合會特級國際大師稱號為準）：
台灣：吳貴臨、馬仲威；澳門：李錦歡；香港：趙汝權；越南：阮武軍（已故）、阮成保
- 現代女子（以擁有象棋特級大師稱號為準）：
黃子君、謝思明、單霞麗、林野、高華、胡明、黃玉莹、黃薇、伍霞、高懿屏、王琳娜、張國鳳、金海英、郭莉萍、黨國蕾、趙冠芳、唐丹、尤穎欽（以上18位為全國冠軍）、陳麗淳、歐陽琦琳、黎德琳、剛秋英、伍霞、韓冰
- 現代女子（中國大陸以外，以擁有世界象棋聯合會特級國際大師稱號為準）：
新加坡：張心歡

## 注解
1. ↑  也作
2. ↑  也作
3. ↑  音 jū。粵音geoi1，讀若「居」。
4. ↑  音 jū，也作“車”
5. ↑  也作“炮”或“包”
6. ↑  例如9路的車向前一步，表示為車9進1；2路的炮往5路平移，表示為炮二平五
7. ↑  3路的象往5路前進，表示為象3進5；7路的傌往6路退後，表示為傌七退六
8. ↑  開場7路兵前進一步，可表示為兵七進